# Frederik Christian Sibbern
Frederik Christian Sibbern, född den 18 juli 1785 i Köpenhamn, död den 16 december 1872, var en dansk filosof.
Sibbern blev student 1802, kastade sig därefter över rättsvetenskapen, blev 1810 juris kandidat, men bedrev därjämte filosofiska och matematiska studier samt blev filosofie doktor 1811. Då Niels Treschow 1811 lämnade sin filosofiska professur, föreslog han Sibbern till sin efterträdare. 
Innan Sibbern mottog platsen (1813), gjorde han en tvåårig resa i Tyskland, där han blev bekant med Fichte, Schleiermacher och Steffens samt starkt påverkades av den sistnämnde. Utan att sluta sig till eller själv utbilda något avslutat system upptog han i sin livsbetraktelse med hänförelse den spekulativa idealismens grundtanke. 
Men hans levande känsla för allt mänskligt och hans stora intresse för natur och naturvetenskap befriade honom från många av de ensidigheter, som vidlådde den tidens tyska filosofi. Sibbern var varmast intresserad av psykologi. 1819 utkom första delen af Menneskets aandelige natur og væsen ("Menniskans andeliga natur", översättning i utdrag av Lorenzo Hammarsköld, 1827). 
Andra delen, som utkom 1828 och 1885 trycktes på nytt under titeln Læren om de menneskelige følelser og lidenskaber, ger den bästa föreställningen om honom som psykolog. En grundtanke i hans psykologi är idén om den sporadiska utvecklingen: olika drifter och krafter uppstår, och endast genom deras inbördes kamp, genom en jäsningsperiod, uppnås den fulla harmonin. 
I sin intressanta bok Om forholdet imellem sjæl og legeme (1849) framställer han den teorin, att det är ett och samma liv, som träder i dagen i hjärnverksamheten och i medvetandets verksamhet. Sibberns allmänna filosofi går ut från erfarenheten och söker genom slutsatser därifrån vinna spekulativa resultat. 
Han lägger vikt på, att lagbundenheten i naturen tyder på en i allt och i alla verkande naturlag ("ett allvarande och allverkande"), men att å andra sidan finnas enskilda, bestämda utgångspunkter för varje naturverksamhet. Naturutvecklingen anser han fortskrida genom brytningen mellan de processer, som från olika utgångspunkter är satta i rörelse. Så i hans Speculativ kosmologie (1846). 
I sin historiska naturuppfattning skiljer Sibbern sig från den spekulativa filosofin och påminner om den moderna utvecklingsfilosofin. En kontinuerlig utveckling har enligt honom ägt rum från "dimman" till den högsta formen av andligt liv. Denna dristiga uppfattning tillkämpade han sig dock först senare och stod ursprungligen nära den kyrkliga ortodoxin, men bortstöttes efter hand av vad han uppfattade som dogmatism och fanatism.  
Han hävdar ursprungligheten och berättigandet av den enskildes individuella religiositet; varje stark och levande tro är berättigad som en kraftig yttring av livets inre makt. I sin märkliga bok Meddelelser af indholdet af et skrift fra aaret 2135 (1858-62) kritiserar han skarpt den kyrkliga kristendomen och sätter i dess ställe "den fria gudshängivenhetens sinnelag". 
I den politiska diskussionen deltog Sibbern sedan 1832 med stor iver. Först var han emot en konstitution och höll på ett konungadöme, som hade en folklig karaktär och tillät ett fullkomligt oförbehållsamt offentligt dryftande av alla statssaker. Efter 1848 anslöt han sig likväl öppet till den nya författningen, hävdade 1853 kraftigt ämbetsmännens politiska självständighet och uppträdde 1865-66 som försvarare av allmän rösträtt. 
Hans princip var, att man framför allt skulle undvika ett klassherravälde. Men långt större betydelse än något politiskt spörsmål hade i hans ögon den sociala frågan. I sin ovannämnda framtidsbok ansluter han sig till socialismens grundtanke samt skildrar ett utopiskt tillstånd, där stat, kyrka, skolor, pengar, egendom med mera ej längre existerar, men fullständigt lika villkor gäller för alla. 
Slutligen må nämnas de två vackra, högst egendomliga, poetiska och djupt religiösa Efterladte breve af Gabrielis (1:a samlingen 1826, 2:a samlingen 1850; bägge i 5:e upplagan 1893) och Om poesie og konst (3 band, 1834-69) samt den efter hans död utkomna Moralphilosophie (1878). 1868 lämnade Sibbern sin lärostol vid universitetet. Han var ännu själskraftig samt bevarade sin förmåga av levande och hjärtlig sympati ända till sin död. Sedan 1856 var Sibbern konferensråd.

## Utmärkelser
- Dannebrogsmännens hederstecken,  1840[4]
- Kommendör av Dannebrogorden,  1862[4]

[Redigera Wikidata]